# Gavorrano
Gavorrano är en ort och kommun i provinsen Grosseto i regionen Toscana i Italien. Kommunen hade 8 505 invånare (2018).